# Pro Evolution Soccer 2012
Pro Evolution Soccer 2012 (viết tắt là PES 2012 và có tên chính thức là World Soccer: Winning Eleven 2012 ở Nhật Bản) là một video game phiên bản thứ 11 trong series Pro Evolution Soccer được phát triển và phát hành bởi Konami với sự hỗ trợ sản xuất từ Blue Sky Team. Lionel Messi, người đã có mặt trên bìa trò chơi kể từ PES 2009, đã được thay thế bởi người có mặt trên bìa PES 2008 là Cristiano Ronaldo, trong khi Shinji Kagawa thay thế Messi ở bìa phiên bản dành cho Nhật Bản. Phiên bản của Mỹ và Mỹ Latinh là 2 cầu thủ Neymar và Cristiano Ronaldo.
Giống như các phiên bản trước của trò chơi, PES 12 cũng độc quyền có mặt 3 giải đấu của UEFA, bao gồm UEFA Champions League, UEFA Europa League và UEFA Super Cup và một giải của CONMEBOL là Copa Santander Libertadores. Lần đầu tiên trong series, trọng tài của các giải đấu UEFA Champions League, UEFA Europa League và UEFA Super Cup sẽ mặc đồng phục chính thức của UEFA Champions League.
Vào ngày 28 tháng 7 năm 2011, Konami xác nhận rằng PES 2012 sẽ được phát hành cho PlayStation 3, Xbox 360, Microsoft Windows vào ngày 14 tháng 10 năm 2011 tại châu Âu và 6 tháng 10 năm 2011 tại Nhật Bản. Tại Gamescom 2011, nó được công bố rằng các phiên bản PlayStation Portable, PlayStation 2 được tung ra vào ngày 28 tháng 10 năm 2011 và phiên bản Wii vào ngày 4 tháng 11 năm 2011. Nhà phát hành cũng xác nhận rằng các phiên bản Nintendo 3DS và iOS cũng đang được phát triển, với ngày phát hành dự kiến không thay đổi.
Có 2 phiên bản chơi thử, cả hai đều dành cho PlayStation 3, Xbox 360 và PC. Bản xem trước đầu tiên được tung ra vào ngày 24 tháng 8 năm 2011 cho PlayStation 3 và PC,, bởi vì lý do "các vấn đề trên hai mặt" ("issues on both sides") theo Jon Murphy, trưởng Nhóm phát triển PES, phiên bản chơi thử đầu tiên này không dành cho Xbox 360. Bản chơi thử thứ 2 được tung ra ngày 14 tháng 9 dành cho PlayStation 3, Xbox 360 và PC.

### Giải đấu
Các giải đấu sau đây có đầy đủ bản quyền, tức là được giữ nguyên vẹn tên câu lạc bộ, logo, áo đấu....
- Pháp: Ligue 1
- Hà Lan: Eredivisie
- Tây Ban Nha: La Liga

Các giải sau đây có bản quyền không đầy đủ.
 England /  Wales English League (Premier League) — 2 câu lạc bộ có bản quyền: Manchester United và Tottenham Hotspur.
- North London (Arsenal)
- West Midlands Village (Aston Villa)
- Lancashire (Blackburn Rovers)
- Middlebrook (Bolton Wanderers)
- London FC (Chelsea)
- Merseyside Blue (Everton)
- West London White (Fulham)
- Merseyside Red (Liverpool)
- Man Blue (Manchester City)
- Tyneside (Newcastle United)
- Northluck C (Norwich City)
- North West London (Queens Park Rangers)
- The Potteries (Stoke City)
- Wearside (Sunderland AFC)
- Swearcle (Swansea City)
- West Midlands Stripes (West Bromwich Albion)
- Lancashire Athletic (Wigan Athletic)
- Wolves (Wolverhampton Wanderers)

 Italy: Italian League (Serie A) — Tất cả các câu lạc bộ có bản quyền, riêng tên giải đấu thì không
 Bồ Đào Nha: (Primeira Liga) - 3 câu lạc bộ đủ bản quyền: SL Benfica, FC Porto và Sporting CP.
- Aratalcao (Académica)
- Befmaxao (SC Beira-Mar)
- Bresigne (SC Braga)
- Forceilho (CD Feirense)
- Gavorence (Gil Vicente FC)
- Maseadeira (CS Maritimo)
- Nardimcol (CD Nacional)
- Osquancha (SC Olhanense)
- Podefteza (FC Paços de Ferreira)
- Rovaneche (Rio Ave FC)
- Uqueidol (UD Leiria)
- Viscuato (Vitória SC)
- Verfolcao (Vitória FC)

## Đội tuyển quốc gia
82 đội.

### Châu Phi
| - Algérie (đội duy nhất ở châu Phi có bản quyền quốc ca) - Angola 3 - Cameroon - Bờ Biển Ngà - Ai Cập | - Ghana 1 - Guinée 3 - Mali 3 - Maroc 3 - Nigeria 3 | - Sénégal 3 - Nam Phi - Togo 3 - Tunisia 3 |

### Châu Mỹ
| - Canada 3 - Costa Rica 3 - Honduras 3 - México 3 - Panama 3 - Hoa Kỳ 3 | - Argentina - Bolivia - Brasil - Chile - Colombia | - Ecuador - Paraguay 3 - Perú - Uruguay - Venezuela 3 |

### Châu Á/Châu Đại Dương
| - Úc 1 - Bahrain 3 - Trung Quốc 3 - Iran 3 - Iraq 3 - Nhật Bản 1 | - Jordan 3 - Kuwait 3 - CHDCND Triều Tiên 3 - Qatar 3 - Ả Rập Xê Út 3 - Hàn Quốc 1 | - Syria 3 - Thái Lan 3 - UAE 3 - Uzbekistan 3 - New Zealand 2 |

### Châu Âu
| - Áo - Bỉ - Bosna và Hercegovina 3 - Bulgaria - Croatia 1 - Cộng hòa Séc 1 - Đan Mạch - Anh 1 - Phần Lan - Pháp 1 - Đức 1 - Hy Lạp 1 | - Hungary - Israel - Ý 1 - Montenegro 3 - Hà Lan 1 - Bắc Ireland 1 - Na Uy - Ba Lan - Bồ Đào Nha 1 - Cộng hòa Ireland 1 - România | - Nga - Scotland 1 - Serbia 3 - Slovakia 3 - Slovenia - Tây Ban Nha 1 - Thụy Điển 1 - Thụy Sĩ - Thổ Nhĩ Kỳ 1 - Ukraina 3 - Wales 3 |

### Các đội cổ điển
| - Argentina 3 - Brasil 3 - Anh 3 | - Pháp 3 - Đức 3 | - Ý 3 - Hà Lan 3 |

Notes

1 – Đầy đủ bản quyền

2 – Đội mới

3 – Đội có các cầu thủ hư cấu

### Câu lạc bộ châu Âu khác
| - Standard Liège - Gent - Racing Genk - NK Dinamo Zagreb - AC Sparta Praha - F.C. Copenhagen - Bayer 04 Leverkusen - Bayern Munich - AEK Athens - Olympiacos - Panathinaikos - PAOK - Wisła Kraków - Dinamo Bucureşti - Otelul Galati - CSKA Moskva - FC Rubin Kazan - FC Zenit St. Petersburg | - Celtic FC - Rangers FC - AIK - FC Basel 1893 - Beşiktaş JK - Fenerbahçe SK - Galatasaray A.S. - Trabzonspor - Shakhtar Donetsk - FC Dynamo Kyiv |

### Copa Santander Libertadores (2011)
| - C.A. Boca Juniors - River Plate - Banfield - Colón - Estudiantes de La Plata - Lanús - Newell's Old Boys - Vélez Sársfield - Blooming - Bolívar - Real Potosí - Corinthians - Cruzeiro - Internacional - Santos FC | - Universidad Católica - Union Española - Colo-Colo - Once Caldas - Junior Barranquilla - Deportes Tolima - Liga de Quito - Emelec - Deportivo Quito - Chivas de Guadalajara - Monarcas Morelia - Monterrey - San Luis - Estudiantes Tecos | - Cerro Porteño - Club Libertad - Nacional - Alianza Lima - Juan Aurich - Universitario - Nacional - C.A. Cerro - Racing Montevideo - Caracas F.C. - Deportivo Italia - Deportivo Táchira |